# Анін Аркадій Львович
Арка́дій Льво́вич А́нін (*17 березня 1925, Шепетівка, Хмельницька область) — лікар, поет, член Спілки російськомовних письменників Ізраїлю (1995).

## Біографічні відомості
Учасник Другої світової війни. Має державні нагороди СРСР.
1952 року закінчив Київський стоматологічний інститут. У 1952—1989 роках працював лікарем Київського медичного інституту на кафедрі терапевтичної стоматології. 1989 року в Києві вийшла перша збірка віршів Аніна «Любить бы и любить».
1990 року виїхав до Ізраїлю. У наступні роки побачили світ збірки: російською мовою — «Бессоник» (Бней-Брак, 1995), українською мовою — «Дотик» (Київ, 1997).
1998 року став лауреатом конкурсу радіо «РЭКА» на найкращий поетичний твір.